# Abu-l-Hàssan Raixid

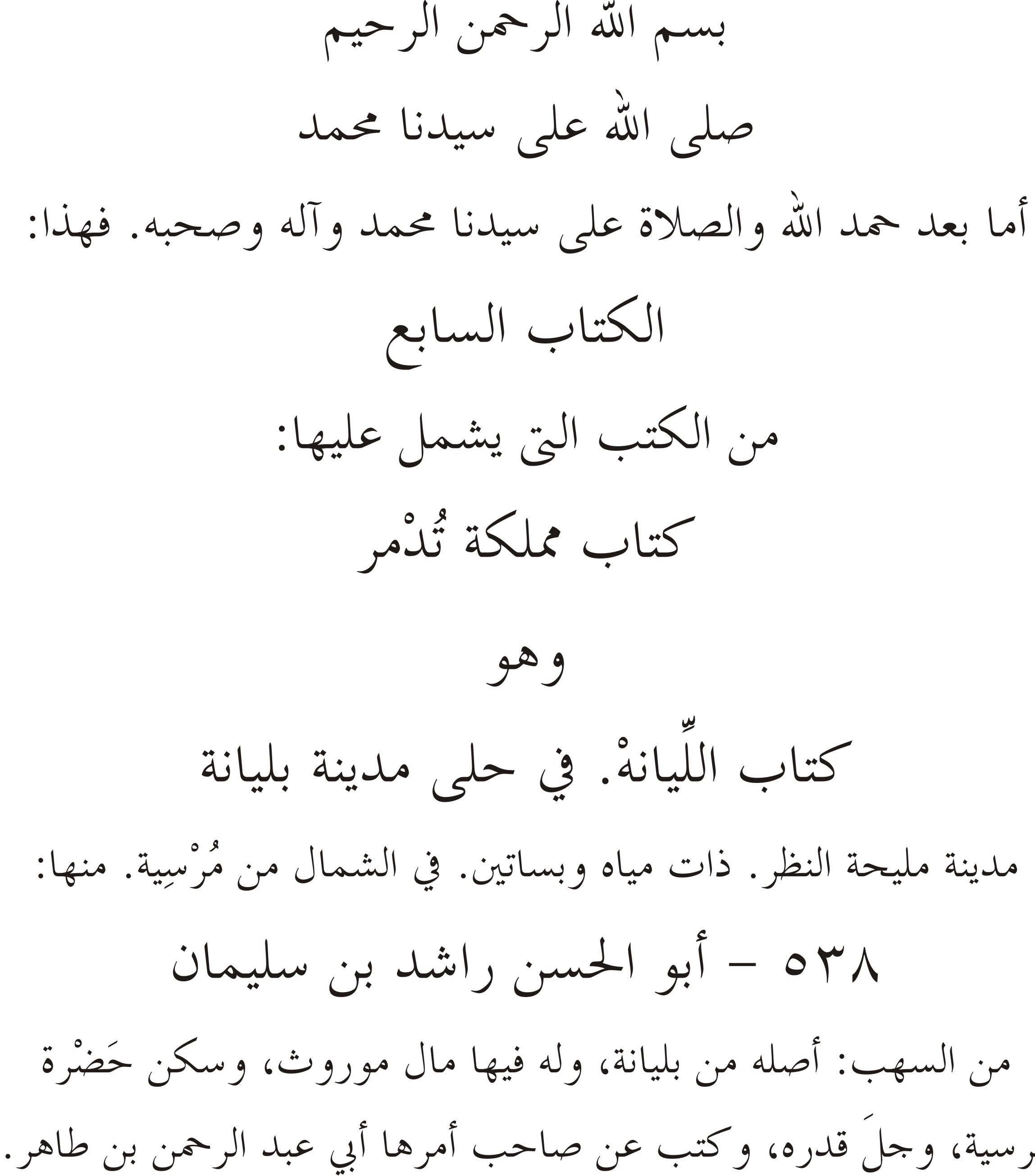
Extracte del capítol sobre Villena dAl-Mugrib fī ḥulā al-Magrib, en què es parla sobre Hasan Rashid

Abu-l-Hàssan Ràixid ibn Sulayman al-Bilyaní (àrab: أبو الحسن راشد بن سليمان البلياني, Abū l-Ḥasan Rāxid ibn Sulaymān al-Bilyānī) va ser un poeta andalusí del segle xi.
Se sol considerar que va nàixer a Villena (Alacant), encara que no se sap amb total seguretat. Escrigué tant prosa com poesia. Així mateix, va ser secretari de l'emir de Múrcia, Abu-Abd-ar-Rahman ibn Tàhir, que també va compondre poesia. Encara que no hi ha dades respecte a la seua mort, es dona per cert que va ocórrer a Múrcia.
De la seua obra tenim estos dos fragments, recollits en una obra geogràfica d'Ibn Saïd al-Maghribí:
| « | Seguix el teu destí, puix a nosaltres ens enriquí Déu per tu | » |

| « | Imaginí amb mi una persona que fou amable amb tu | » |